# Урочище «Турова могила»
Уро́чище «Ту́рова моги́ла» — заповідне урочище (лісове) місцевого значення в Україні. Розташоване в межах Здолбунівського району Рівненської області, на південний схід від села Мости. 
Площа 1,5 га. Статус надано згідно з рішенням Рівненської обласної ради від 27.05.2005 року, № 584 (зміни згідно з рішенням обласної ради від 25.09.2009 року, № 1331). Перебуває у віданні ДП «Острозький лісгосп» (Мостівське л-во, кв. 64). 
Статус надано з метою збереження частини лісового масиву на мальовничих пагорбах Кременецьких гір. Переважають грабово-дубові насадження. Серед молодих дерев є старожили: 400-річний каштан, 200- і 300-літні липи. 
Урочище «Турова могила » входить до складу Дермансько-Острозького національного природного парку.